# Kambia (distrikt)
Kambia är ett distrikt i Northern Province i Sierra Leone. Huvudort samt största stad är Kambia och vid folkräkningen 2015 hade distriktet 345 474 invånare.
Distriktet bildades 1928 genom en sammanslagning av delar av Port Loko och Karene.
Kambias bördiga träsk gör distriktet idealiskt för odling av ris och andra grödor som kassava och sötpotatis. En stor andel av befolkningen är bönder och risproduktionen har stor betydelse. Sierra Leones enda risforskningscenter ligger i staden Rokupr.

## Administrativ indelning
Distriktet består av sju hövdingadömen.
- Bramaia
- Gbinle Dixing
- Magbema
- Mambolo
- Masungbala
- Samu
- Tonko Limba

## Befolkningsutveckling
| Befolkningsutvecklingen i Kambia 1963–2015 | Befolkningsutvecklingen i Kambia 1963–2015 | Befolkningsutvecklingen i Kambia 1963–2015 | Befolkningsutvecklingen i Kambia 1963–2015 | Befolkningsutvecklingen i Kambia 1963–2015 |
| ------------------------------------------ | ------------------------------------------ | ------------------------------------------ | ------------------------------------------ | ------------------------------------------ |
|                                            |                                            |                                            |                                            |                                            |
| År                                         |                                            |                                            | Folkmängd                                  |                                            |
| 1963                                       | 1963                                       |                                            | 137 806                                    |                                            |
| 1974                                       | 1974                                       |                                            | 155 341                                    |                                            |
| 1985                                       | 1985                                       |                                            | 186 231                                    |                                            |
| 2004                                       | 2004                                       |                                            | 270 462                                    |                                            |
| 2015                                       | 2015                                       |                                            | 345 474                                    |                                            |
|                                            |                                            |                                            |                                            |                                            |